# Hans-Christian Kossak
Hans-Christian Kossak (* 1944) ist ein deutscher Psychologe, Psychotherapeut und Sachbuchautor. Er trug zur vermehrten Kombination hypnotherapeutischer und verhaltenstherapeutischer Methoden bei.

## Leben und Wirken
Hans-Christian Kossak studierte Psychologie an Westfälischen Wilhelms-Universität in Münster. Später hatte er Lehraufträge an der Ruhr-Universität in Bochum und promovierte mit einer Arbeit zur Kombination der modernen kognitiv-behavioralen Therapie mit moderner Hypnose an der Universität Bremen. Außerdem absolvierte er Ausbildungen in Verhaltenstherapie,
Gesprächspsychotherapie und Hypnose. Kossak erhielt Approbationen als Psychologischer Psychotherapeut und als Kinder- und Jugendlichenpsychotherapeut.
Von 1969 bis zu seiner Pensionierung 2009 leitete er die Katholische Beratungsstelle für Erziehungs- und Familienfragen in Bochum und die von ihm dort gegründete Kinderhilfeambulanz. Kossak war und ist unter anderem tätig als Psychotherapeut, Gesprächstherapeut, Hypnosetherapeut, Kinder- und Jugendlichenpsychotherapeut und Verhaltenstherapeut sowie als Ausbilder, insbesondere zur Kombination von Verhaltenstherapie und Hypnose. Er selbst praktiziert seit Mitte der 1970er-Jahre Hypnose,
besonders in ihrer Kombination mit kognitiv-behavioraler Therapie, und ist als Dozent an Ausbildungsinstituten zur Psychotherapie tätig.
Kossak ist Autor eines Lehrbuchs zur Hypnose und veröffentlichte darüber hinaus zahlreiche Fach- bzw. Sachbücher sowie Fachbeiträge in Fachzeitschriften. Er ist bekennender Comic-Leser.

## Veröffentlichungen
- Studium und Prüfungen besser bewältigen. Neue Wege, mit Lern- und Leistungsproblemen in Schule und Studium umzugehen. 2., überarbeitete und ergänzte Auflage. Quintessenz, Berlin 1995, ISBN 3-86128-317-4.
- Hypnose und die Kunst des Comics oder wie man grüne Kreise in den Augen bekommen kann. Ein Bilder- und Lesebuch zur Wirkung und Realität der Hypnose. Carl-Auer-Verlag, Heidelberg 1999, ISBN 3-89670-128-2.
- Lernen leicht gemacht. Gut vorbereitet und ohne Prüfungsangst zum Erfolg (für Schule, Studium und Beruf). 2. Auflage. Carl-Auer-Verlag, Heidelberg 2008, ISBN  978-3-89670-523-5 (Rezension).
- zusammen mit Gisela Zehner: Hypnose beim Kinder-Zahnarzt. Verhaltensführung und Kommunikation. Mit 14 Tabellen. Springer, Berlin 2011, ISBN 978-3-642-17737-8 (Mit Online-Video).
- Hypnose. Lehrbuch für Psychotherapeuten und Ärzte (= Programm PVU Psychologie Verlags Union). 5., vollständig überarbeitete Auflage. Beltz Verlag, Weinheim u. a. 2013, ISBN 978-3-621-27975-8 (Zusätzliche Online-Materialien zum Buch unter www.beltz.de).